# Hamburk
Hamburk (německy Hamburg, dolnoněmecky Hamborg [ˈhaˑmbɔːχ]), plným názvem Svobodné a hanzovní město Hamburk (německy Freie und Hansestadt Hamburg), je druhé největší město Německa, jeho největší přístav a jedna ze tří městských spolkových zemí Německa. Žije zde přibližně 1,91 milionu obyvatel. 
Současné hranice získal Hamburk 1. dubna 1937 na základě zákona „o Velkém Hamburku a dalších územních úpravách“. Tehdy k němu byly připojeny některé sousední obce a města (například Altona), naopak ztratil svoje exklávy Geesthacht, Großhansdorf a Ritzebüttel s městem Cuxhavenem. Ve středověku patřil do spolku Hanza, sdružujícího významné přístavy a obchodní města v severním Německu, Pobaltí a okolí; dodnes je jedním z devíti německých měst, která se označují za hanzovní. Pro svůj význam v námořní dopravě a obchodě bývá nazýván „Tor zur Welt“, tj. „Brána do světa“. Pro hospodářství města jsou kromě samotného přístavu důležité loděnice a četné jiné průmyslové podniky.

## Historie

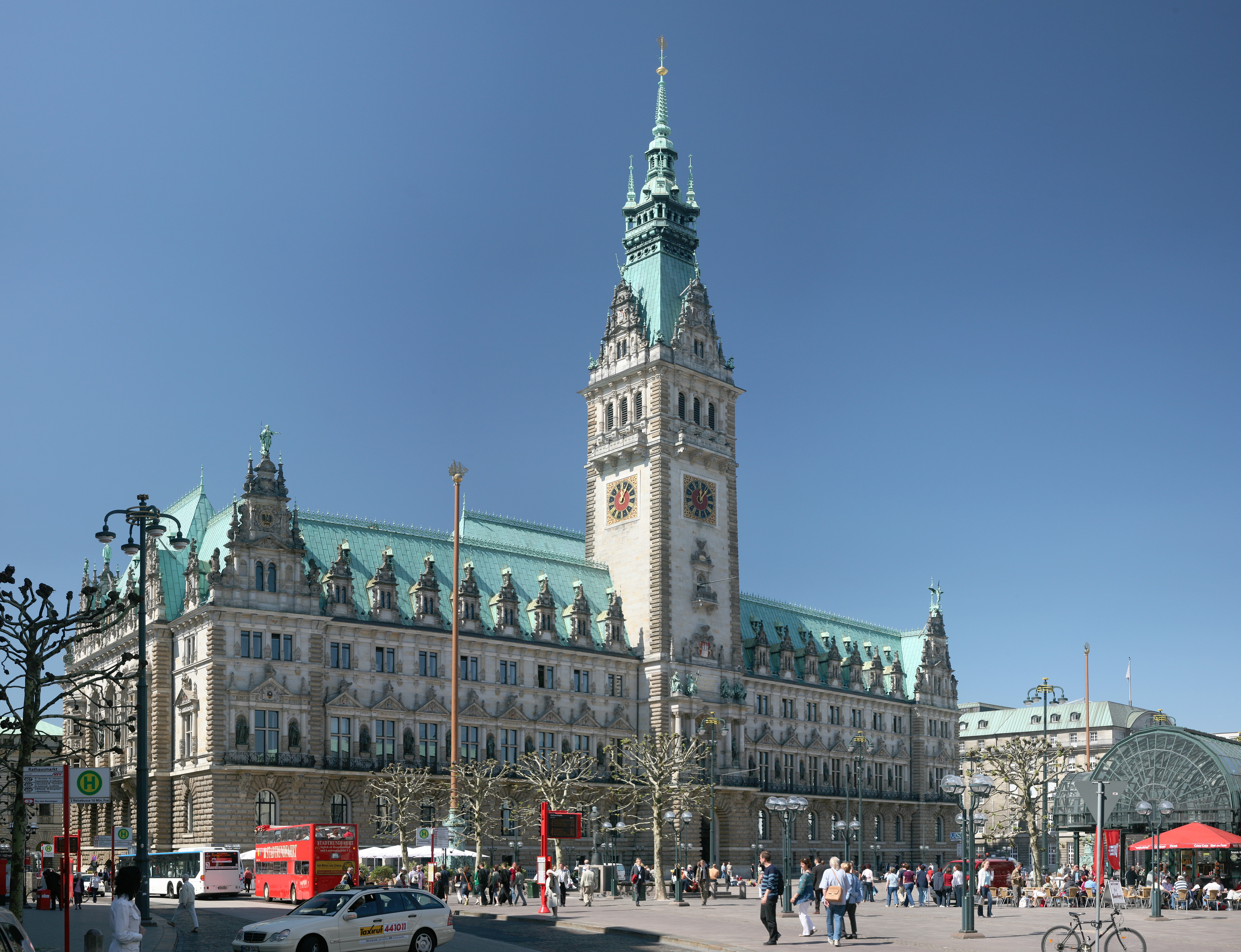
Hamburská radnice, stavba z let 1896-97, sídlo senátu

Patrně první zprávy o osídlení oblasti pocházejí ze 2. století našeho letopočtu od řeckého geografa Klaudia Ptolemaia, který zde zmiňuje osadu s názvem Treva. Sídlo později dostalo název podle tvrze Hammaburg, kterou v roce 808 dal postavit či rozšířit císař Karel Veliký na obranu nově založeného křesťanského baptisteria, při němž umístil misijní stanici. Hamburk však zůstal pohanský a v bojích následujících století byl několikrát okupován a také značně poničen. Roku 830 zde císař Ludvík Zbožný založil biskupství, prvním biskupem byl jmenován britský misionář Ansgar (Oskar). Biskupství zde v roce 845 zničili Vikingové. Roku 980 lokalitu napadli Polabští Slované z kmene Obodritů, kteří byli odvetou za to vyvražděni, a sídlo prvního arcibiskupství bylo usídleno v Brémách. V roce 1030 město napadl a vypálil polský král Měšek II. Lambert.
Hrabě Adolf I. ze Schauenburgu a Holštýna obdržel roku 1119 od císaře Lothara III. holštýnské území, dobyté na Slovanech, a na západním břehu řeky Alster založil obchodní a tržní osadu. Té roku 1189 císař Friedrich Barbarossa propůjčil daňové privilegium a práva zakládání přístavů a obchodu na dolním toku Labe od Hamburku až k moři. Během vrcholného středověku se město rozvinulo v obchodní centrum a se svými 600 pivovary bylo nazýváno sladovnou hanzy. V letech 1201 a 1214 bylo město okupováno dánským králem Valdemarem II. Vítězným. Ve 14. století se Hamburk stal prvním členem obchodního spolku měst hanza. V roce 1350 60 % obyvatel zabil mor,černá smrt, která procházela celou Evropou a byla spojena také se židovským pogromem.
Městu se nevyhnuly ani další epidemie a přírodní pohromy: velká část obyvatel zahynula při požárech v roce 1284 a 1842 a během epidemie cholery roku 1892. Po nich byly zlikvidovány hygienicky nevyhovující hrázděné domy v přístavu (Speicherstadt) a město se až do 2. světové války prudce rozvíjelo včetně okresních sídel v okolí.
Roku 1510 byl Hamburk vyhlášen svobodným říšským městem. V roce 1558 byla v Hamburku založena první německá burza cenných papírů a v 17. století město díky vynikajícímu opevnění přežilo bez újmy třicetiletou válku. Roku 1678 bylo na Husím trhu otevřeno první operní divadlo na území Německa pod názvem Opern-Theatrum. Lutherova reformace znamenalo pro celé město změnu konfese. Kulturním vrcholem bylo 17. a 18. století, roku 1767 bylo založeno první Národní divadlo.
Jako součást Svaté říše římské byl Hamburk hlavním městem provincie Elbmündung a během francouzské okupace za císaře Napoleona I. Département des Bouches de l’Elbe. V letech 1813–1814 město obsadilo ruské vojsko pod vedením generála Bennigsena. Svobodné město bylo obnoveno a osamostatnilo se opět jako člen německé konfederace usnesením Vídeňského kongresu roku 1815. Roku 1867 kancléř Otto von Bismarck inicioval Severoněmecký spolek, trvající až do roku 1871.
V roce 1842 město zasáhl nejničivější požár v historii a většina hrázděných domů byla nenávratně zničena. Proto je většina dochovaných staveb novějšího data. Hamburk byl poničen také v průběhu druhé světové války, kdy byl již roku 1943 bombardován, zejména přístav byl jasným cílem spojeneckých vojsk. V roce 1949 se stal součástí Spolkové republiky Německo.

## Geografie
Hamburk leží na severu Německa na dolním toku řeky Labe při jeho ústí do Severního moře. Ve městě je 2428 mostů (2001). Tímto počtem se Hamburk řadí na první místo v Evropě.
K městu patří také dva ostrovy v Severním moři severozápadně od Cuxhavenu, Neuwerk a neobývaný Nigehörn, od zbytku území Hamburku jsou vzdáleny asi 120 km.

## Městské okresy a obyvatelstvo
| Pořadí | Okres                             | Počet obyvatel | plocha v km² | Část v procentech | Obyvatel na km² |
| ------ | --------------------------------- | -------------- | ------------ | ----------------- | --------------- |
| 1      | Hamburk-střed                     | 279.206        | 142,2        | 18,8              | 1.963           |
| 2      | Altona                            | 254.354        | 77,9         | 10,3              | 3.265           |
| 3      | Eimsbüttel                        | 249.239        | 49,8         | 6,6               | 5.005           |
| 4      | Hamburk-sever                     | 283.397        | 57,8         | 7,7               | 4.903           |
| 5      | Wandsbek                          | 409.176        | 147,5        | 19,5              | 2.774           |
| 6      | Bergedorf                         | 120.761        | 154,8        | 20,5              | 780             |
| 7      | Harburg                           | 150.209        | 125,2        | 16,6              | 1.200           |
| celek  | svobodné a hanzovní město Hamburk | 1.746.342      | 755,2        | 100,0             | 2.312           |

## Kultura
Slavnou kapitolou hamburské kultury bylo období baroka a klasicismu, stejně jako Hamburská secese na počátku 20. století.

### Výtvarné umění
Tradici založila roku 1767 Patriotická společnost ustavením Akademie výtvarných umění, na níž se proslavili například malíř období klasicismu a romantismu Philipp Otto Runge, nebo architekt a designér dánského původu Christian Frederik Hansen (1756–1845). 
Na zdejší střední odborné výtvarné škole začínal slavný představitel secese a pozdější příslušník Wiener Werkstätte Carl Otto Czeschka (1878–1960).

### Hudba
Ředitelem všech pěti chrámových kůrů byl varhaník Buxtehude, z hudebních skladatelů chrámové i divadelní hudby se proslavil Georg Philipp Telemann, který zde byl i pohřben. 
V roce 1955 byl v Hamburku založen Monteverdi-Chor Hamburg, známý německý koncertní sbor, který je od roku 1961 součástí Katedry akademické hudby Hamburské univerzity (Universität Hamburg). 

## Školství

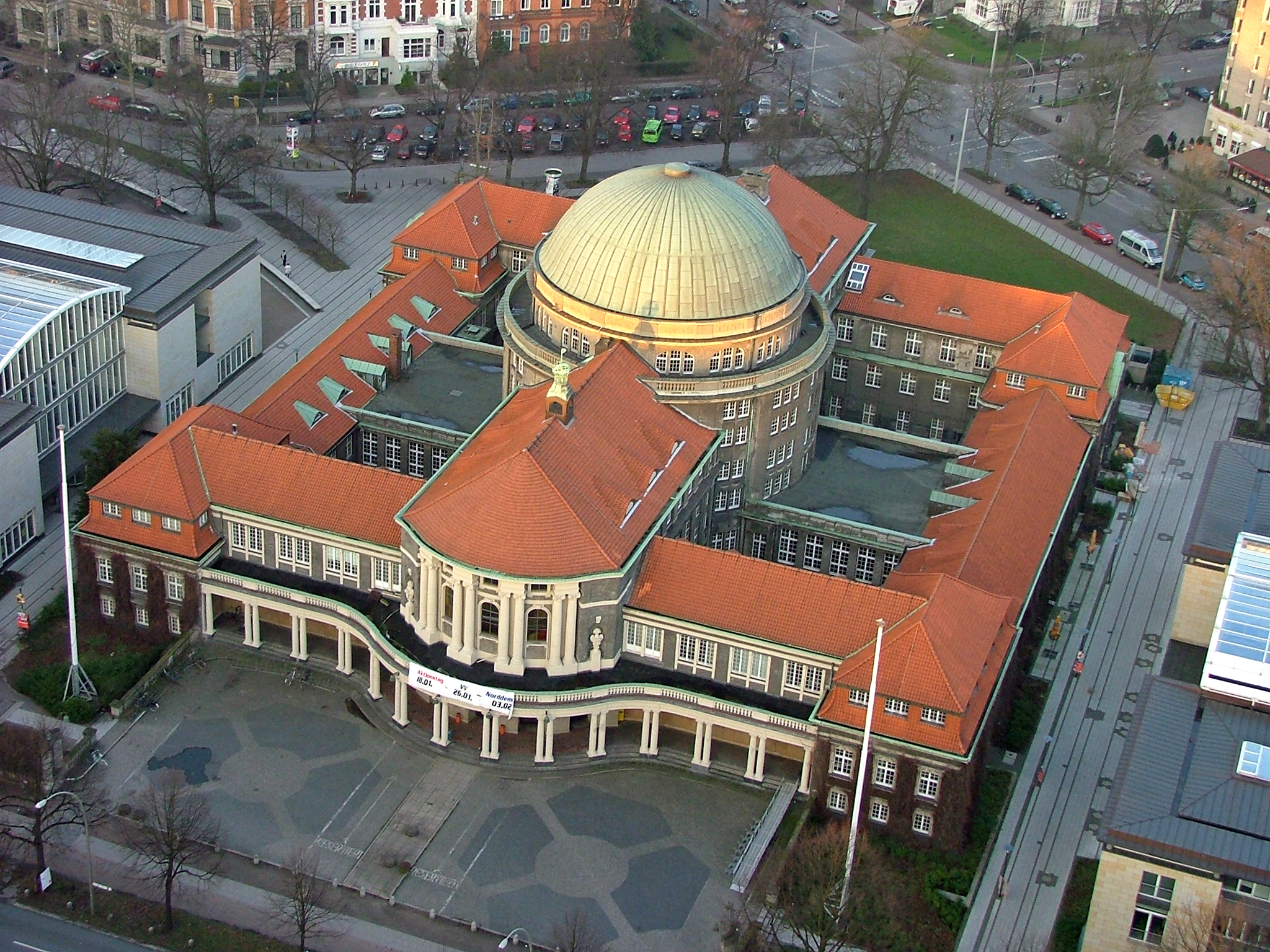
Hlavní budova Hamburské univerzity

V Hamburku sídlí 19 vysokých škol. Nejstarší je Akademie výtvarných umění (Akademie der bildenden Künste), která byl založena již roku 1767. K největším německým univerzitám patří Universität Hamburg, na které ve školním roce 2017/18 studovalo 43.326 studentů; sídlí ve čtvrti Rotherbaum a má osm fakult. K významným pedagogům zde patřili filosof Ernst Cassirer, nebo fyzikové Wolfgang Paul a Wolfgang Pauli (oba držitelé Nobelovy ceny).

## Doprava
Zásobování města a jeho zpracovatelského průmyslu potřebným zbožím a surovinami, vývoz hotových výrobků a přeprava osob jsou obstarávány zejména lodní a silniční dopravou. Stejně významná je železniční a letecká přeprava.

### Lodní doprava
Hamburk patří mezi přístavní města, která mají velmi rozvinutou jak námořní, tak říční lodní dopravu. Ve městě je třetí největší kontejnerový přístav v Evropě (po Rotterdamu a Antverpách).
- městská říční doprava - má 5 linek (označených 61, 62, 68, 72, 75); jízdenky jsou zahrnuty do integrovaného systému městské dopravy
- Část přístavu Moldauhafen má Česká republika pronajatou od Německa do roku 2028. Pronájem je důsledkem postavení Československa na straně vítězů první světové války. Z právního hlediska bylo Československo s Německem ve válečném stavu od 28. října 1918 (vznik Československé republiky) až do jeho kapitulace 11. listopadu 1918. V této krátké době došlo i k bojům německé armády s československými legiemi na západní frontě ve Francii u Terronu a Vouziers. Německo v rámci mírové smlouvy z Versailles (podepsána dne 28. června 1919) uznalo Československo v jeho historických hranicích. Uznalo tak i příslušnost pohraničních útvarů Německé Čechy, Šumavská župa, Sudetsko a Německá jižní Morava a vnitřních enkláv Jihlava, Brno a Olomouc, které usilovaly o separaci a připojení k Německu nebo Rakousku, k Československu. Dále odstoupilo Československu dne 10. ledna 1920 ze svého území Hlučínsko a pronajalo část svých přístavů Štětín a Hamburk v roce 1920 Československu na 99 let od okamžiku realizace smlouvy. V rámci téže smlouvy byly v Německu internacionalizovány vodní toky vedoucí k těmto přístavům. Německo nesmělo zasahovat do provozu plavidel a mohlo zasáhnout pouze v případě ohrožení svých práv. V rámci Versailleské smlouvy bylo navíc podepsáno, že každých 10 let komise složená ze zástupců Československa, Spojeného království a Německa budou prostory vhodné pro pronájem Československu vytyčovat a že Německo již v den podpisu Versailleské smlouvy dopředu souhlasí se všemi rozhodnutími a závěry této komise. K realizaci Versailleské smlouvy došlo v Hamburku až v roce 1929, kdy město Hamburk pronajalo vhodné prostory Československu. Při rozdělení Československa dne 31. prosince 1992 připadla celá československá část hamburského přístavu České republice. Část Hamburku dlouhodobě pronajatá Česku se nachází ve středu města a přístavu. Je tvořena molem s přilehlým prostorem, administrativními a skladovými budovami. Nad českou částí Hamburku Česká republika vykonává svrchovanou moc, jako na kterémkoliv svém území.

### Silniční doprava
Hamburk je napojen na celoněmeckou dálniční síť. Zahrnuje dálkovou dopravu dálniční a silniční, stejně jako městskou autobusovou dopravu. Městské linky autobusů jsou součástí městského integrovaného systému dopravy, na displayi mají trojmístné číselné označení a vyznačení trasy. Podle dopravní situace se toto značení může náhle změnit.

### Železniční doprava
Po lodní dopravě začala od poloviny 19. století bojovat o své místo s dopravou koňskou. Od 90. let 19. století se zařadila na druhé místo. Největším nádražím ve městě je
- Hamburg Hauptbahnhof, křižovatka a největší z nádraží ve městě; odbaví denně kolem 450 000 cestujících.
- Hamburg Altona - druhé největší nádraží a hlavová stanice, jeho kapacita dosahuje přes 150 000 cestujících denně, je výchozí a cílovou stanicí většiny linií vlaků ICE, EuroCity, InterCity a EuroNight spojujících Hamburk s mnoha německými a evropskými městy včetně Prahy a Brna.[3].
- Podzemní dráha - U-Bahn - hustá síť tří linek pokrývá území všech 7 hamburských okresů, místy je dráhou nadzemní
- Rychlodráha - S-Bahn - hustá síť tří linek (S1, S2, S3) a jejích větví (značených S21, S31,..)
- Příměstská (regionální) dráha - RB prodlužuje trasy U-Bahnu a S-Bahnu, neplatí v ní jízdenky městské dopravy

### Letecká doprava
Asi osm kilometrů severovýchodně od města se nachází Letiště Hamburk (IATA kód: HAM), díky němuž má město spojení do celého světa. Letiště je nejstarší v Německu, bylo otevřeno v roce 1911 ve čtvrti Hamburg-Fuhlsbüttel. Působí na něm přibližně 60 leteckých společností, které v roce 2016 obsluhovaly 120 cílových letišť. Oficiální název letiště je Hamburg Airport. Od roku 2009 je letiště spojeno linkou rychlodráhy (S-Bahn) S1 se středem města, na hlavní železniční nádraží lze dojet za 30 minut.

## Pamětihodnosti

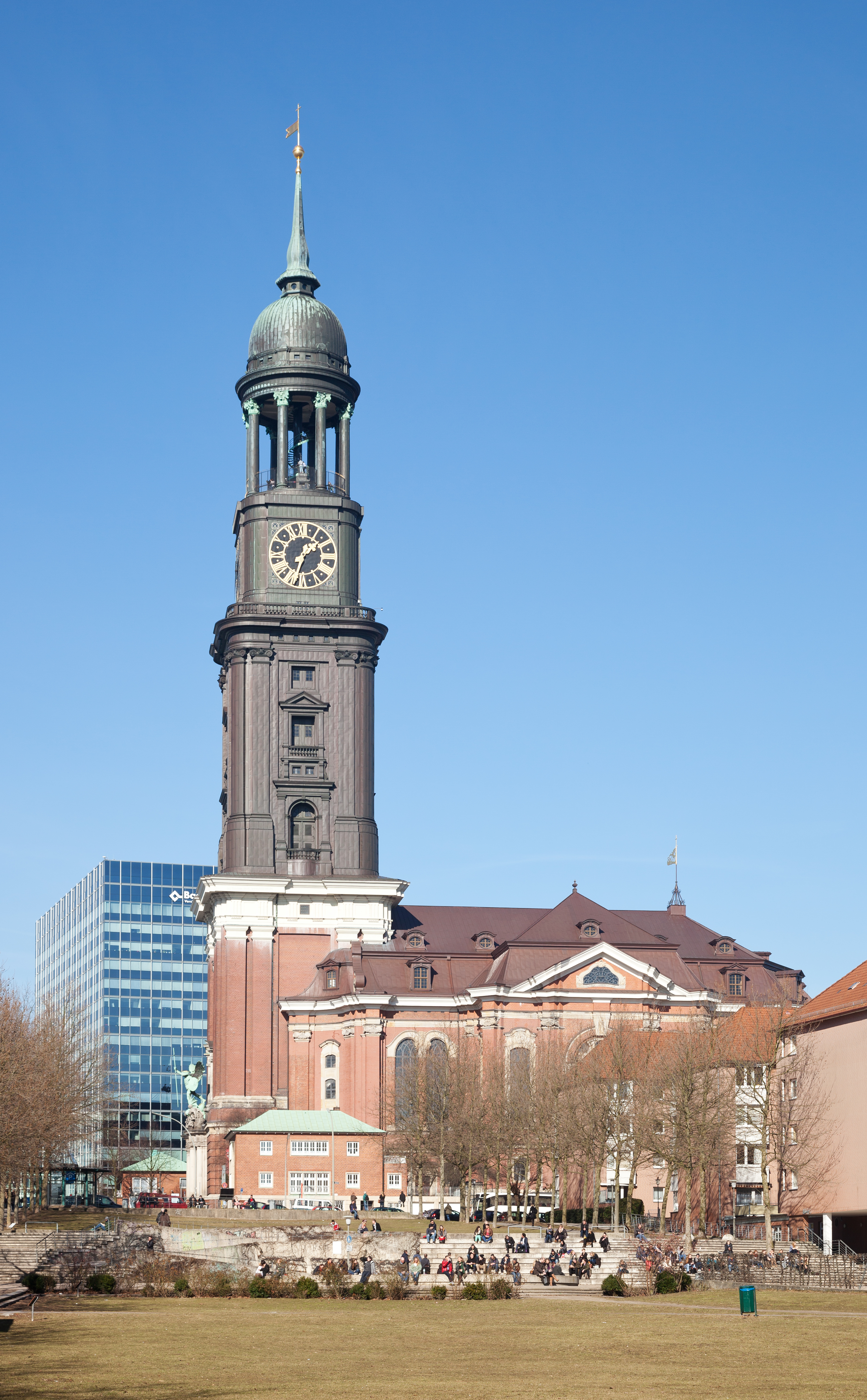
Barokní kostel sv. Michaela z jihu

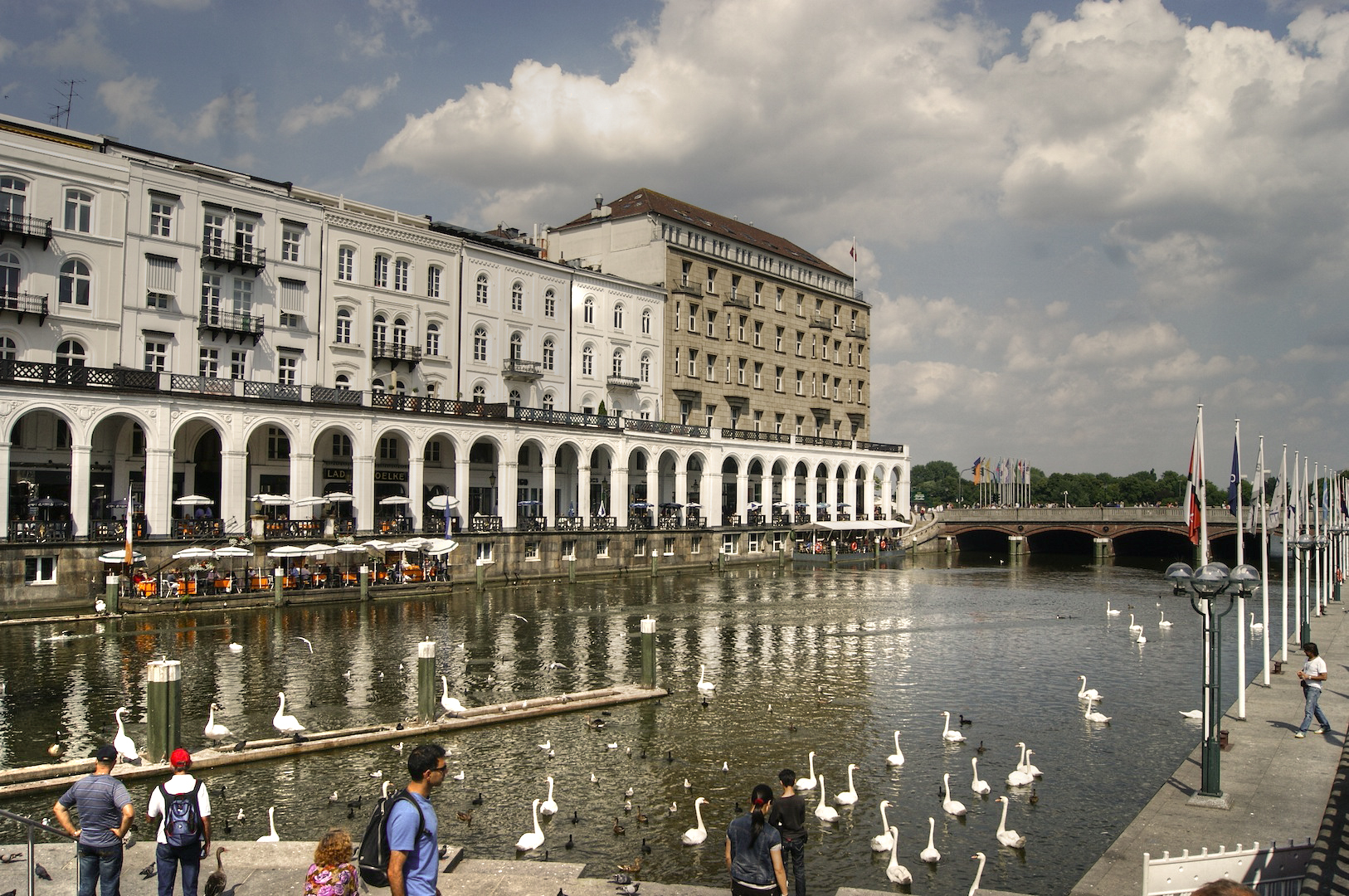
Alsterské arkády a jižní jezero

### Chrámy
- kostel sv. Michaela - významná barokní architektura, dominanta starého města, má dvoje varhany
- Kostel sv. Kateřiny - gotický chrám, hostí také výstavy současného umění
- Kostel sv. Petra - interiér upraven jako galerie starého umění, v přilehlé předsíni je kavárna
- kostel sv. Mikuláše - ruina vybombardovaného kostela gotického původu, jediná vyhlídková věž v centru města
- Mariánský dóm - hlavní římskokatolický chrám v Hamburku, založený benediktiny ve středověku, znovupostavený v 19. století a po bombardování z roku 1943
- Flusschifferkirche - kostel umístěný do lodi, kotvící v přístavu
- Kostel sv. Josefa - římskokatolický kostel ve čtvrti St. Pauli, významná vídeňská architektura z doby kolem roku 1750

### Profánní architektura

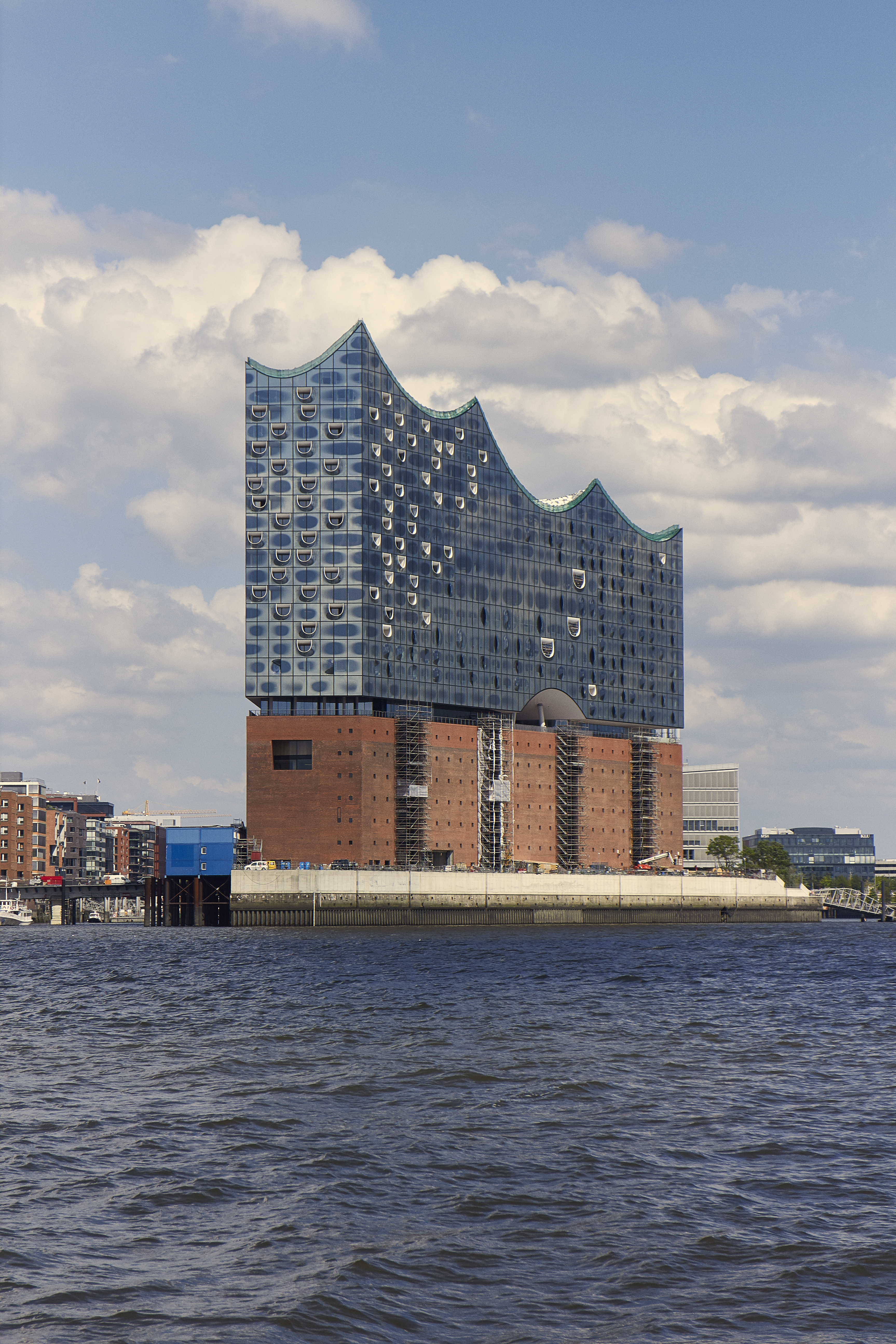
Labská filharmonie v Hamburku

- Radnice - neorenesanční budova s věží z roku 1897, sídlo městské správy a senátu, hlavní sály slouží jako prohlídkový okruh pro turisty.
- Speicherstadt - historické obchodní sklady, chráněné jako světové dědictví UNESCO
- Kontorhausviertel - kancelářské budovy z let 1886 až 1938, chráněné jako světové dědictví UNESCO
- Schauspielhaus - divadelní budova od architektů Fellnera a Helmera, podobná divadlu v Karlových Varech
- Landungsbrücke - křižovatka a centrum rekreační lodní dopravy s desítkami stánků rychlého občerstvení
- Alsterské arkády a jezero - slouží rekreačním plavbám říčních lodí a jachtám, rezervoár pitné vody pro město
- Televizní věž Heinricha Hertze - donedávna nejvyšší stavba Hamburku, s přilehlou veletržní halou
- Krämer-Witwen-Häuser (Domky vdov po kramářích) -blok domů s hrázděnou konstrukcí ze 17. století, unikátní památka lidové architektury baroka
- Budova rybí tržnice Altona-Fischmarkt - ocelová konstrukce z počátku 20. století a přilehlé náměstí jsou každou sobotu mezi 6. a 9. hodinou velkým rybím trhem, gastronomické aj. trhy trvají do odpoledne
- Labská filharmonie - projekt architektů firmy Herzog & Meuron vytvořil na břehu Labe novou 110 metrů vysokou dominantu Hamburku, moderní kulturní a společenské středisko bylo otevřeno 11. ledna 2017 a obsahuje 2 sály se zkušebnami Labské filharmonie (7.-8.patro, v 8. patře je denně zdarma přístupný vyhlídkový ochoz zvaný Plaza. Ve vyšších patrech je luxusní hotel s restaurací, dole 2 patra podzemních garáží.

### Pomníky
- Pomník kancléře Otty Bismarka v podobě stojící postavy opřené o meč je složený ze žulových kvádrů a tvarovek, navrhl a postavil jej sochař Hugo Lederer v letech 1903–1906 na návrší nad přístavem, roku 1908 a 1945 byl poškozen požárem. Přiléhá k němu park.
- Pomník Martina Luthera, bronzový, před kostelem sv. Petra

### Kuriozity a atrakce
- čtvrť Sankt Pauli proslula ulicemi červených luceren kolem Reeperbahn, která nabízí různé možnosti erotické, zábavy, bary, muzikály a obchody
- Dungeon – skladiště přestavěné na Dům hrůzy
- Kontorhaus postavený roku 1922 ve tvaru lodě
- Panoptikum – jedno z nejstarších evropských muzeí voskových figurín

### Muzea a památníky
- Mezinárodní námořní muzeum – největší privátní sbírka námořních památek, umístěna na lodi
- Muzeum pro dějiny Hamburku
- Muzeum umění a řemesel Museum für Kunst und Gewerbe Hamburg - rozsáhlá sbírka památek od starověkých egyptských a římských antických soch přes středověké příklady řemesel a hanzovního obchodu, až po příklady židovské kultury
- Koncentrační tábor Neuengamme - památník obětem 2. světové války z let 1943–1945; byl zde vězněn např. český básník, herec a režisér Emil František Burian.

### Galerie současného umění
- Hamburger Kunsthalle
- Deichtorhallen Hamburg expozice a výstavy fotografického umění

## Příroda
- jezero Alster – největší ze tří jezer ve městě o rozloze více než 160 ha
- zoologická zahrada, kde žije téměř 3000 druhů zvířat[4]

## Sport
Ve městě sídlí fotbalové kluby Hamburger SV a FC St. Pauli.

## Osobnosti spojené s městem
- Otto von Guericke (1602–1686), německý fyzik, politik, vědec a vynálezce, objevitel vývěvy a vakua.
- Paul Fleming (1609–1640), německý barokní lyrický básník a lékař
- Georg Philipp Telemann (1681–1767), německý hudební skladatel a varhaník
- Carl Philipp Emanuel Bach (1714–1788), německý cembalista, skladatel a pedagog, syn Johanna Sebastiana Bacha
- Johann Bernhard Basedow (1724–1790), německý vychovatel, reformní pedagog a filantrop
- Friedrich Gottlieb Klopstock (1724–1803), německý básník a jazykovědec
- Gotthold Ephraim Lessing (1729–1781), německý básník, kritik, spisovatel a filosof
- Heinrich Wilhelm von Gerstenberg (1737–1823), německý spisovatel, básník a kritik
- Johann Elert Bode (1747–1826), německý astronom
- Johann Franz Encke (1791–1865), německý astronom
- Gottfried Semper (1803–1879), německý architekt a teoretik neorenesance, rodák z Altony
- Johann Georg Christian Lehmann (1792–1860), německý botanik
- Matthias Jacob Schleiden (1804–1881), německý botanik
- Felix Mendelssohn-Bartholdy (1809–1847), německý romantický hudební skladatel
- Cornelius Gurlitt (1820–1901), německý hudební skladatel
- Johannes Brahms (1833–1897), německý hudební skladatel, klavírista a dirigent
- Heinrich Rudolf Hertz (1857–1894), německý fyzik a mechanik
- Oskar Troplowitz (1863–1918), německý lékárník, spoluvynálezce krému Nivea
- Friedrich Rittelmeyer (1872–1938), evangelický teolog a zakladatel Obce křesťanů
- Otto Diels (1876–1954), německý chemik, nositel Nobelovy ceny
- James Franck (1882–1964), německý fyzik, nositel Nobelovy ceny
- Karen Horneyová (1885–1952), americká psycholožka a psychiatrička německého původu
- Gustav Ludwig Hertz (1887–1975), německý fyzik, nositel Nobelovy ceny
- Carl von Ossietzky (1889–1938), německý spisovatel, žurnalista a pacifista, nositel Nobelovy ceny za mír
- Hans Reichenbach (1891–1953), německo-americký filosof vědy
- Karl Dönitz (1891–1980), německý námořní důstojník, budovatel a vrchní velitel německého ponorkového loďstva, vrchní velitel německého válečného námořnictva a krátce i říšský prezident (po Hitlerově sebevraždě)
- Karel Lamač (1897–1952), český filmař
- Arnold Gehlen (1904–1976), německý sociolog a filosof
- Bill Brandt (1904–1983), britský novinářský fotograf
- Manfred von Ardenne (1907–1997), německý fyzik
- Johannes Hans Daniel Jensen (1907–1973), německý jaderný fyzik, nositel Nobelovy ceny
- Wolfgang Hildesheimer (1916–1991), německý spisovatel a malíř
- Helmut Schmidt (1918–2015), německý politik, bývalý předseda SPD a bývalý západoněmecký kancléř v letech 1974–1982
- Siegfried Lenz(1927–2014), německý spisovatel
- Gabriel Laub (1928–1998), česko-polský esejista, aforista a kabaretiér
- Luboš Kohoutek (1935–2023), český astronom
- Juraj Kukura (* 1947), slovenský herec
- Václav Fischer (* 1954), německý podnikatel a politik českého původu
- Angela Merkelová (* 1954), německá křesťanskodemokratická politička a současná kancléřka Spolkové republiky Německo
- Andreas Brehme (* 1960), německý fotbalový trenér a bývalý obránce
- Eva Habermann (* 1976), německá herečka
- Tommy Haas (* 1978), německý tenista
- Karim Guédé (* 1985), tožský fotbalista

## Partnerská města
- Dar es Salaam, Tanzanie (2010)
- Drážďany, Německo (1987)
- Chicago, USA (1994)
- León, Nikaragua (1989)
- Marseille, Francie (1958)
- Ósaka, Japonsko (1989)
- Praha, Česko (1990)
- Petrohrad, Rusko (1957)
- Šanghaj, Čína (1985)

## Fotogalerie

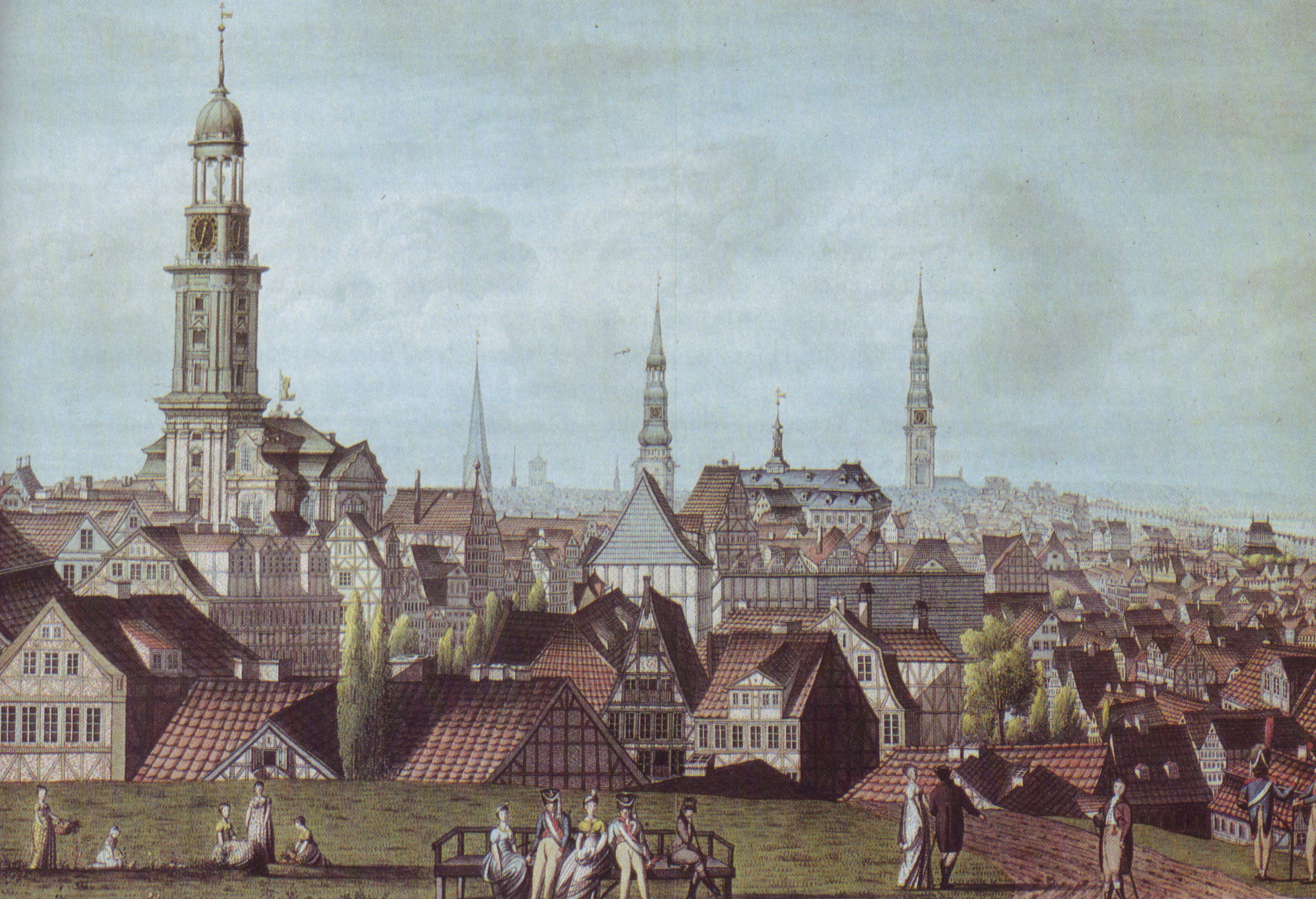
Hamburk roku 1811
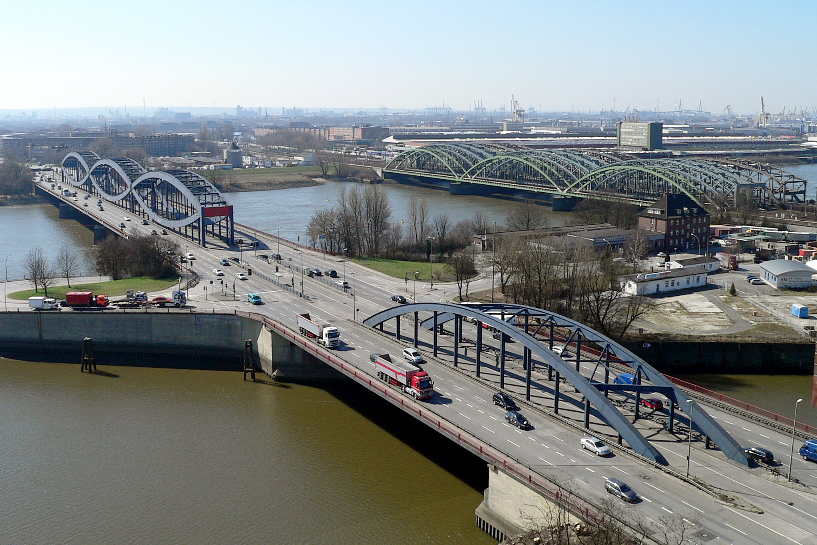
Mosty
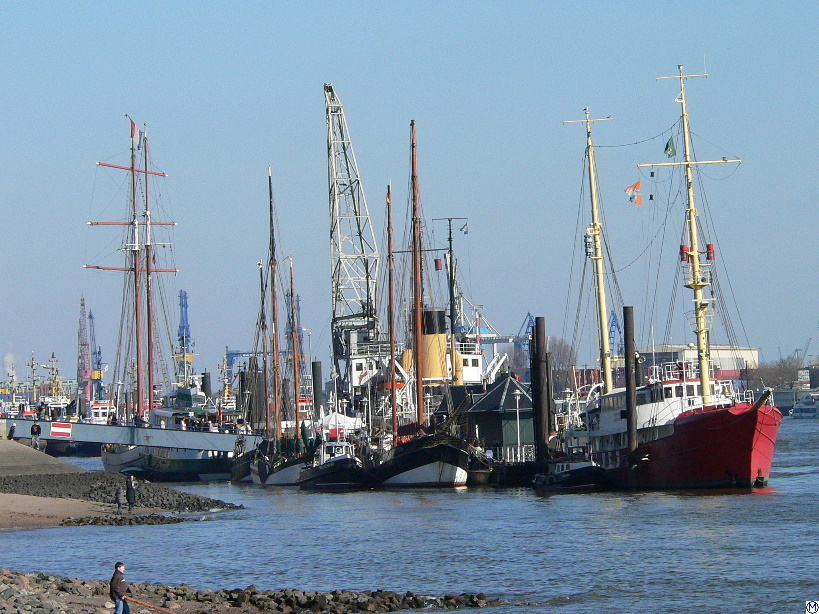
Lodě v přístavu
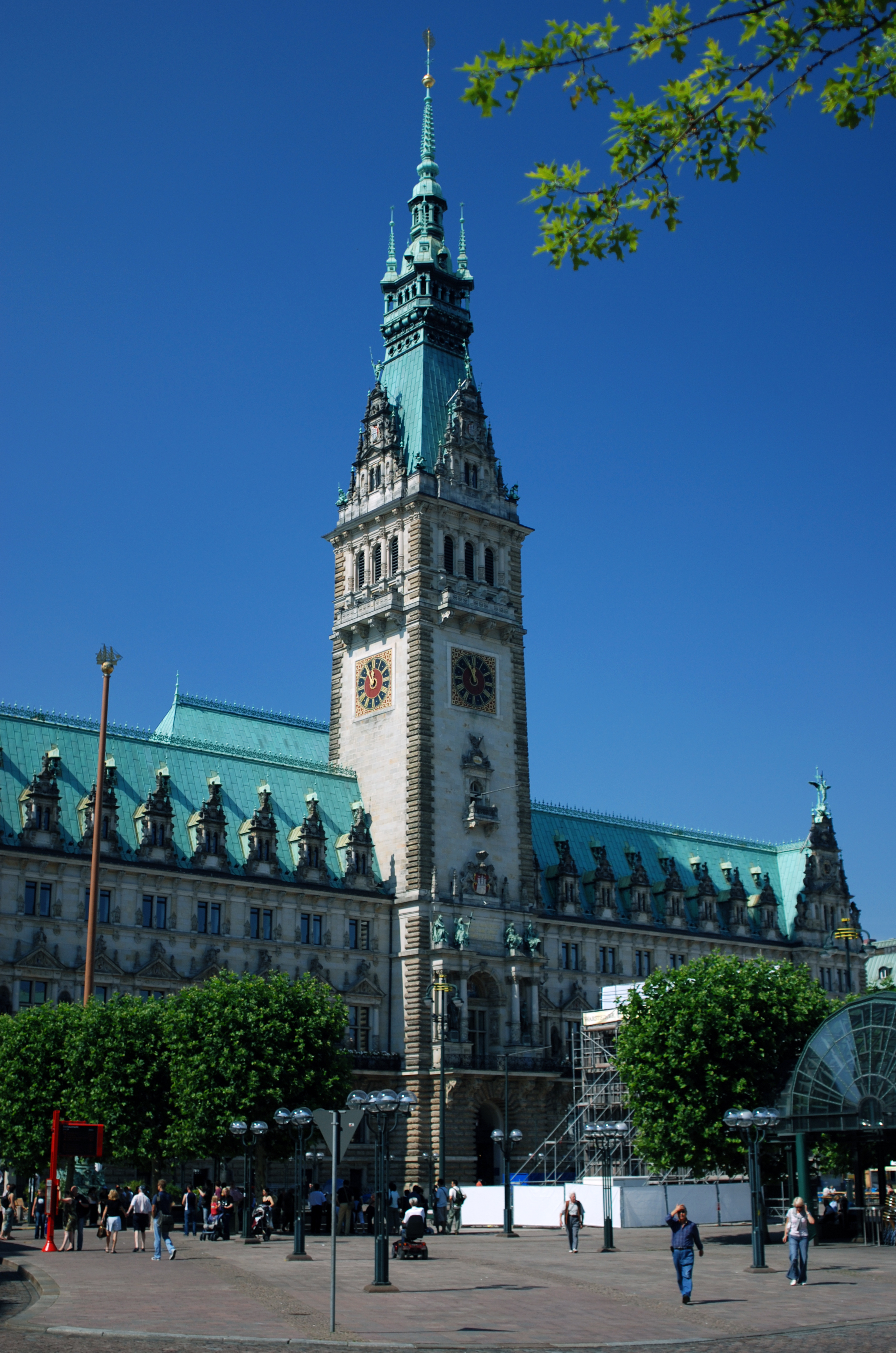
Radnice
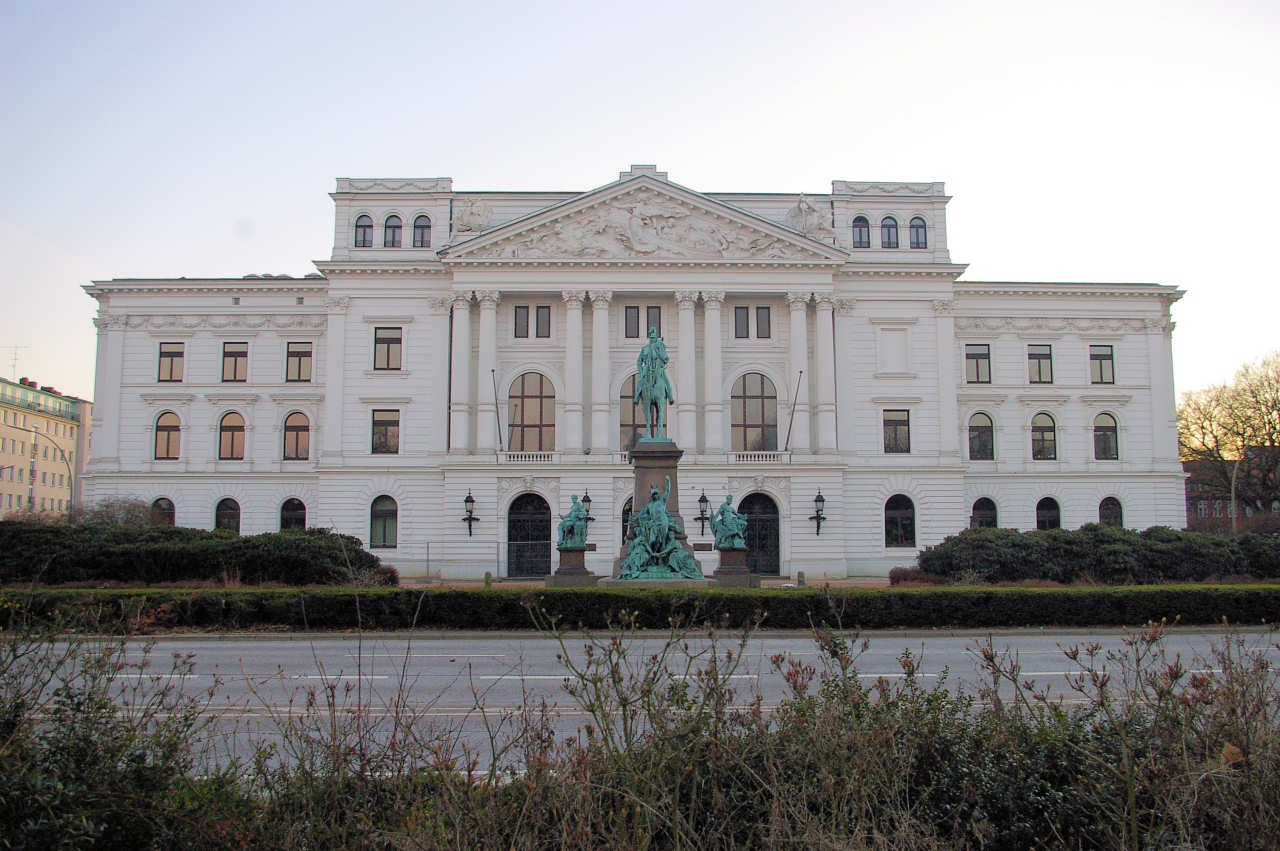
Altona:Radnice a pomník Viléma I.
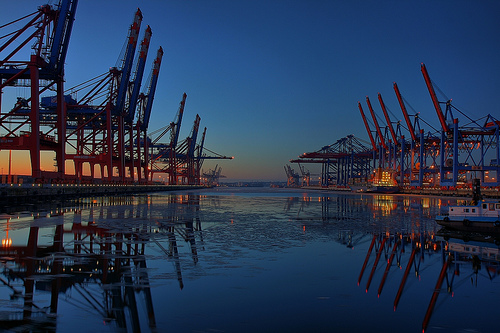
Přístav
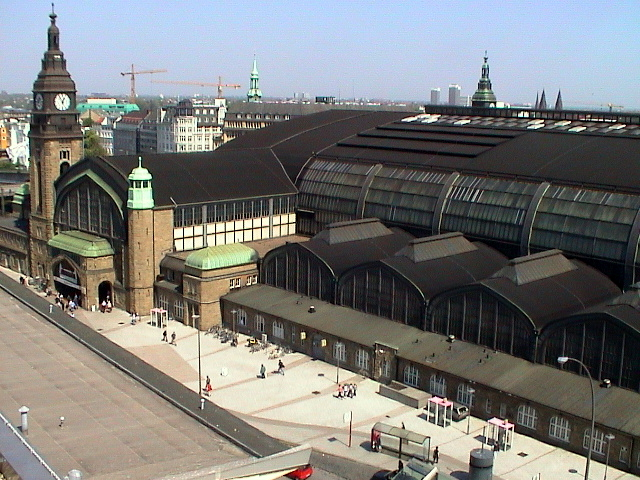
Hlavní nádraží
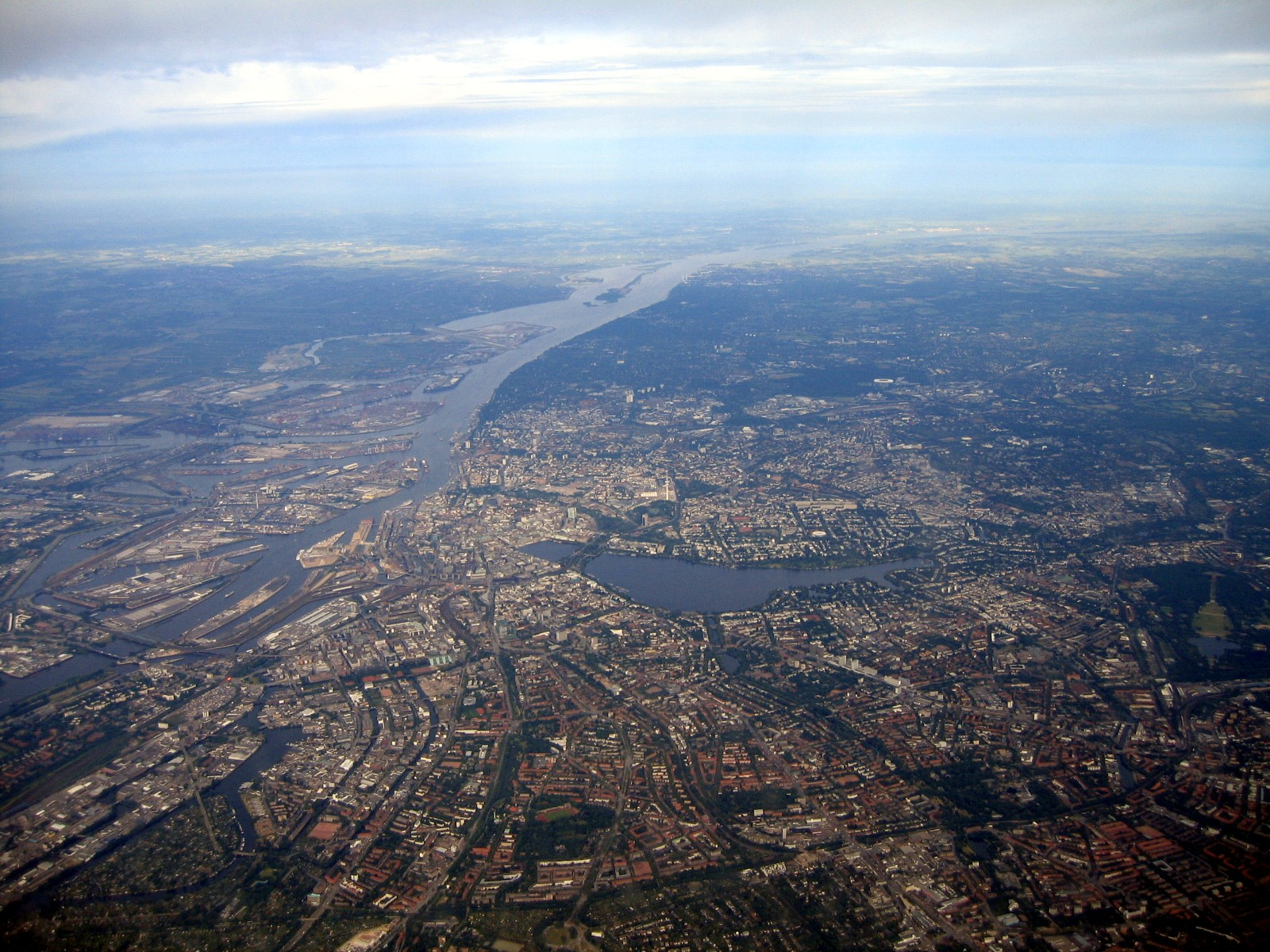
Letecký pohled
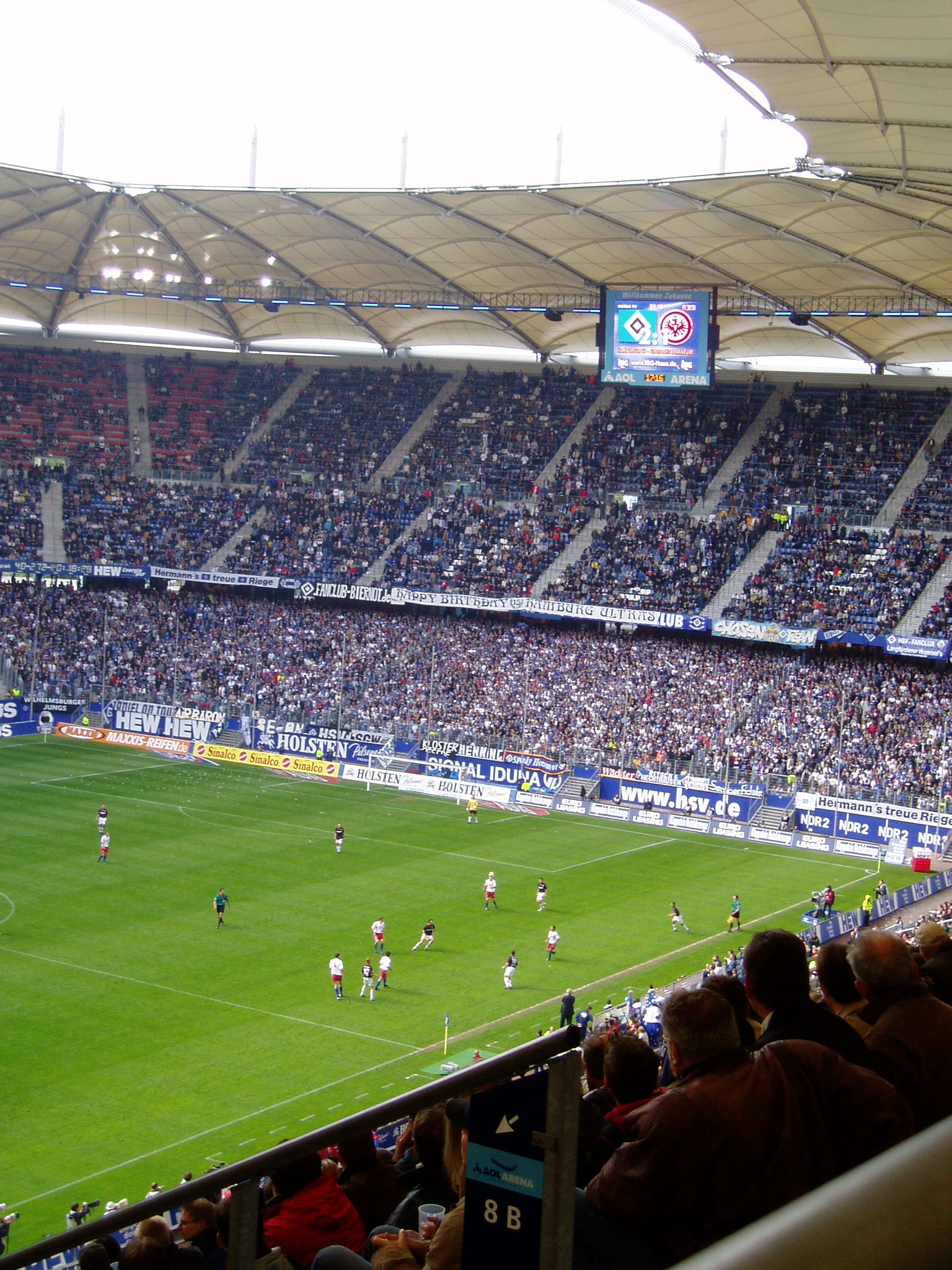
HSH Nordbank Arena